# Izland művészete

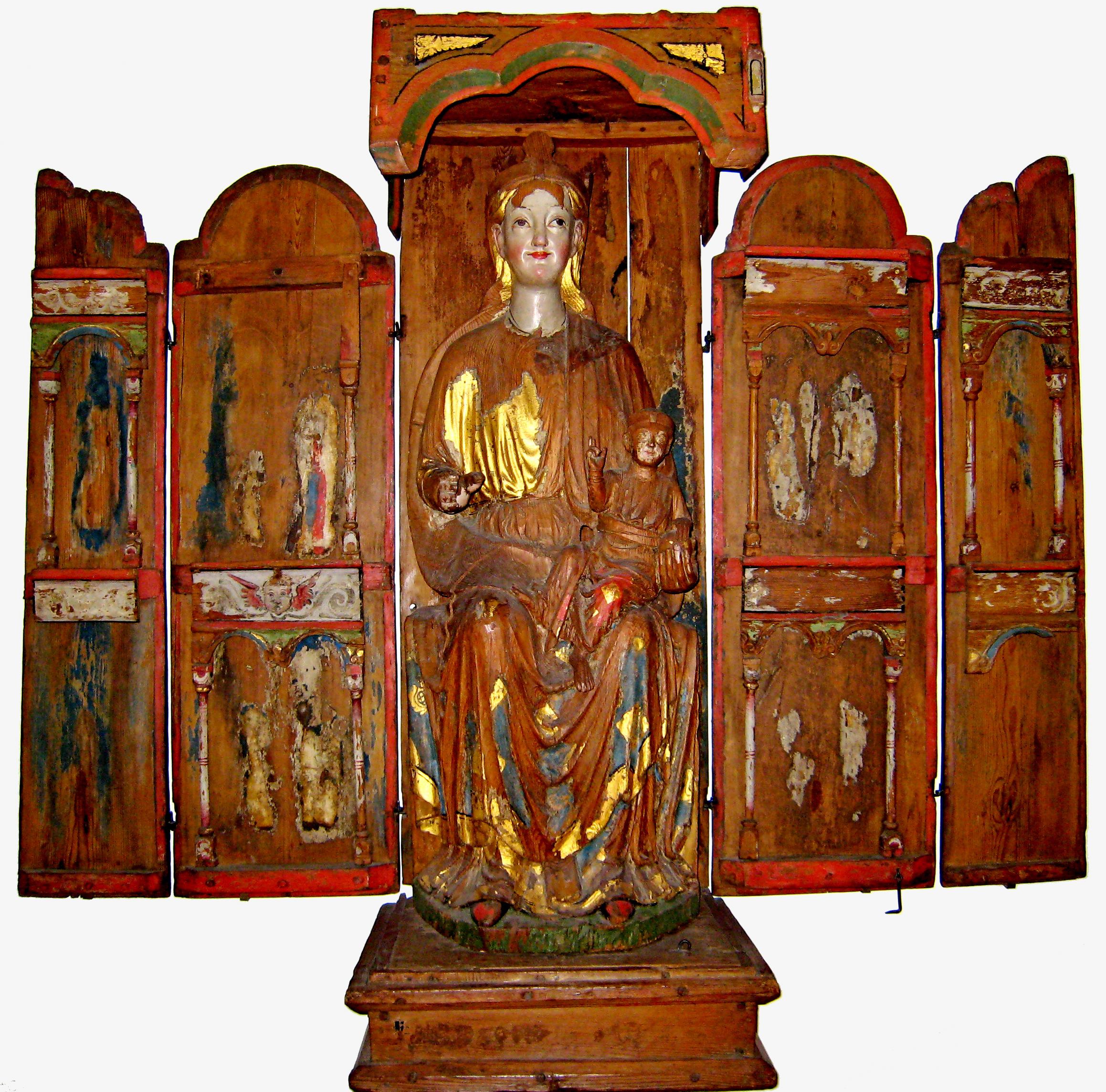
Izlandi Szűz Mária-oltár 1275–1300 k. (Koppenhága, Nemzeti Múzeum)

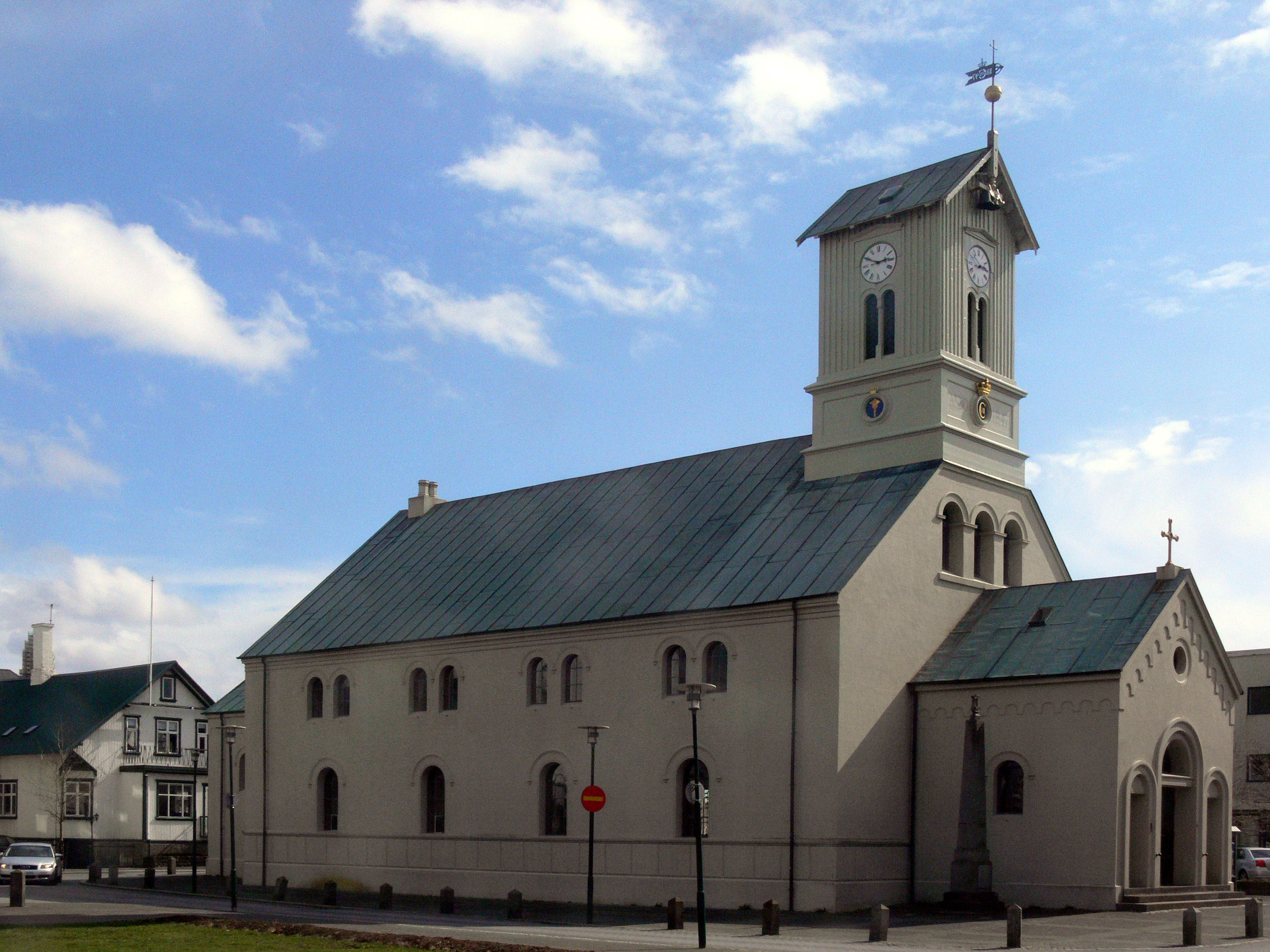
1847-ben épült templom (Reykjavík)

Izland művészete alatt a szigetország lakóinak művészetét értjük. 
Az izlandi művészet első jelentősebb virágkora a 11-13. század, amikor számos festett kódex, iparművészeti tárgy készült. Kedvelt dísz volt a szalagfonat és a spirál. A művészetre is rossz hatással volt azonban, hogy Norvégiával és Dániával egyesítették; műkincseit ez idő alatt széthordták, jelentősebb megrendelői kör nem alakult ki. A 14-19. század között az izlandi művészet népművészetként élt tovább.
A 19. században az európai függetlenségi törekvések hatása Izlandon is mutatkozott. A 19-20. század fordulóján létrejött művészcsoportosulások fő témája a nép volt. 
Az izlandi nemzeti építészet a historizmus virágkorában született (reykjavíki parlament, 1880; Nemzeti Színház). A 20. századi építészet jellemző példái az Izlandi Nemzeti és Egyetemi Könyvtár, a Hallgrímskirkja, szállodák, stb.

## Jelentősebb művészek

### Festők
- Ásgrímur Jónsson (1876 - 1958)
- Jóhannes Geir Jónsson (1927 - 2003)
- Jóhannes Sveinsson Kjarval (1885 - 1972)
- Þórarinn Þorláksson (1867 - 1924)
- Jón Stefánsson (1881 - 1962)
- Gunnar Jóhannsson (1956-)
- Guðmundur Thorsteinsson (1891 - 1924)
- Gunnlaugur Scheving (1904 - 1972)
- Þorvaldur Skúlason (1906-1984)
- Karl Kvaran (1924-1989)
- Svavar Guðnason (1909 - 1988)
- Nína Tryggvadóttir (1913 - 1968)
- Kristján Davíðsson (1917-)
- Louisa Matthíasdóttir (1917 - 2000)
- Erró (Guðmundur Guðmundson, szül. 1932)
- Bjarni Jónsson (artist) (1934-2008)
- Einar Hákonarson (1945-)
- Jón Óskar (1954-)
- Brian Pilkington (1950-)
- Hafsteinn Austmann (1934)

### Kortárs művészek
- Heimir Björgúlfsson (szül. 1975)
- Gabríela Fridriksdóttir (1971)
- Kristján Guðmundsson (1941)
- Ragnar Kjartansson
- Erla Silfá Þorgrímsdóttir
- Ólöf Nordal (1961)
- Steina Vasulka (1940)
- Hugleikur Dagsson (1977)
- Thorvaldur Thorsteinsson
- Libia Castro & Ólafur Ólafsson
- Ólafur Elíasson (1967)

### Szobrászok
- Johann Eyfells (1923–2019)
- Gerður Helgadóttir (1928–1975)
- Einar Jónsson (1874–1954)
- Gunnfríður Jónsdóttir (1889–1968)
- Ríkarður Jónsson (1888–1977)
- Páll Guðmundsson (1959)
- Þorbjörg Pálsdóttir (1915–2009)
- Ásmundur Sveinsson (1893–1982)

### Építészek
- Guðjón Samúelsson (1887 - 1950)
- Gísli Halldórsson (1914 - 1998)

### Zenészek
- Á Móti Sól
- Amiina
- Ampop
- Apparat Organ Quartet
- Ásgeir
- Bang Gang
- Björk és The Sugarcubes
- Botnleðja
- JJ Brine
- Bubbi Morthens
- Eberg Archiválva 2015. augusztus 1-i dátummal a Wayback Machine-ben
- Emiliana Torrini
- FM Belfast
- GusGus
- Jakobínarína
- Jóhann Jóhannsson
- Jón Þór Birgisson (Jónsi)
- KUKL
- Leaves
- Magni (Rock Star Supernova)
- Maus
- Mezzoforte
- Mínus
- Mugison
- múm
- Of Monsters and Men
- Ólafur Arnalds
- Quarashi
- Seabear
- Sigur Rós
- Singapore Sling
- Slowblow
- Stafrænn Hákon
- Sóley
- Sólstafir
- Tappi Tíkarrass
- Trabant
- Akureyri!

### Színészek
- Anita Briem
- Baltasar Kormákur
- Edda Björgvinsdóttir
- Heida Reed
- Hera Hilmar
- Hilmir Snær Guðnason
- Ingvar E. Sigurðsson
- Magnús Scheving
- Stefán Karl Stefánsson
- Steinunn Ólína Þorsteinsdóttir
- Tómas Lemarquis

### Koreográfusok
- Helena Jonsdottir
- Lára Stefánsdóttir
- Erna Ómarsdóttir

## Fordítás
- Ez a szócikk részben vagy egészben  a   List of Icelandic artists című angol Wikipédia-szócikk fordításán alapul.  Az eredeti cikk szerkesztőit annak laptörténete sorolja fel. Ez a jelzés csupán a megfogalmazás eredetét és a szerzői jogokat jelzi, nem szolgál a cikkben szereplő információk forrásmegjelöléseként.